# Marion Limal
Marion Limal, née le 12 janvier 1987 à Fontaine-lès-Dijon, est une handballeuse internationale française évoluant au poste d'arrière gauche au Brest Bretagne Handball.
Avec l'équipe de France, elle est notamment double vice-championne du monde en 2009 et 2011.

## Biographie
Évoluant avec le club de l'ES Besançon, elle intègre l'équipe de France en octobre 2008 à l'occasion de la World Cup, en remplacement de Mariama Signaté, blessée. Lors de cette compétition, elle réussit des débuts prometteurs qui lui permettent de convaincre le sélectionneur de l'équipe de France, Olivier Krumbholz, de la faire figurer parmi les seize joueuses pour le Championnat d'Europe 2008 qui se déroule en Macédoine. Elle est également sélectionnée pour le Championnat du monde 2009 en Chine où elle remporte le titre de vice-championne du monde. Deux ans plus tard, elle remporte une nouvelle médaille d'argent au Championnat du monde 2011
En 2009, elle rejoint le grand club autrichien d'Hypo Niederösterreich. Après deux ans passés en Autriche gâchées par les blessures, elle retourne en France et s'engage avec le Metz Handball et ses dix-sept titres nationaux de 1re division. Au bout d'une année marquée par des blessures et un faible temps de jeu, elle rejoint le HBC Nîmes.
À la fin de la saison 2013-2014, Marion Limal quitte Nîmes pour rejoindre le Brest Bretagne Handball, qui s'apprête à accéder à la deuxième division française. Limal suit alors l’ascension rapide du club breton, remportant la coupe de France et le championnat de France de Division 2 en 2016, participant à la coupe de l'EHF 2016-2017 et terminant vice-champion de France la même année et prenant part à la première participation du club en Ligue des Champions, lors de la saison saison 2017-2018. À titre individuel sous le maillot brestois, Marion Limal est élue joueuse du mois de septembre de LFH lors de la saison 2016-2017. Le 22 février 2018, elle prend la décision de prolonger d'un an son contrat avec le BBH.
À l'issue de la saison 2018-2019, elle met un terme à sa carrière. Elle reprend des études de management à l'EM Lyon Business School et coach l’équipe masculine des U18 du Brest Bretagne Handball.

## Palmarès

### Sélection nationale
championnats du monde
- finaliste du championnat du monde 2009
- finaliste du championnat du monde 2011

Jeux méditerranéens
- Médaille d'or aux Jeux méditerranéens 2009 de Pescara

autres
- première sélection en équipe de France le 14 octobre 2008 contre la Hongrie
- 47 sélections et 79 buts[1] (au 29 october 2013)

### Club
compétitions nationales
- championne d'Autriche (2) en 2010 et 2011 (avec Hypo NÖ)
- vainqueur de la coupe de France (3) en 2005 (avec ES Besançon)[réf. nécessaire], 2016 et 2018 (avec Brest Bretagne Handball)
- vainqueur de la coupe d'Autriche (2) en 2010 et 2011 (avec Hypo NÖ)
- finaliste de la coupe de la Ligue en 2013 (avec HBC Nîmes)

### Récompenses individuelles
- élue joueuse du mois de Championnat de France en septembre 2016 (avec Brest Bretagne Handball)